# 火卫一凌日

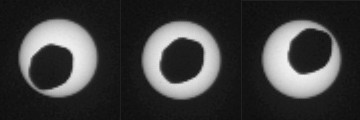
2013年8月20日，火星好奇号漫游车观测到的火卫一日蚀。

2004年3月10日，火星机遇号漫游车观测到火卫一从太阳前越过产生的凌日。

当火卫一直接从太阳和火星之间穿过时，从火星上看，就会发生“火卫一凌日”现象。对火星上的观察者来说，它会遮挡住大部分的太阳盘面。凌日期间，从火星上可看到火卫一像一只巨大的黑色圆盘，在太阳表面快速移动。与此同时，火卫一的阴影（本影投射区）则在火星表面移动。
这一事件也可被认为是火卫一一次特别快速而偏心的日环食。

## 过境
火卫一从火星前过境的时间通常只持续30秒左右，因为该卫星的轨道周期极短，大约只有7.6小时。
由于火卫一轨道靠近火星且与它的赤道一致，火卫一凌日在火星一年中的大多数时间都发生在火星某些固定之处。火卫一的轨道倾角为1.08度，因此它投射在火星表面的阴影纬度呈现出季节性变化，在一个火星年中，从南纬70.4度移至北纬70.4度，然后再次返回。火卫一与火星如此之近，以至于在南纬70.4度以南或北纬70.4度以北地区都看不到它。在一年中的部分时间里，它的影子完全离开了火星表面，投射在火星北面或南面。
在火星表面任何给定的地理位置，一个火星年中火卫一或火卫二的阴影在两个时段中穿过其纬度。在每个这样的时段内，该地理位置的观测者可看到约六次火卫一凌日（相比之下，火卫二只有零次或一次凌日）。火卫一的凌日发生在火星各半球的秋季和冬季；在赤道附近，它们发生在春分和秋分附近，而在离赤道较远的地方，它们则发生在冬至附近。
在高纬度（但小于70.4度）的观察者会看到火卫一的视直径明显更小，因为他们较火星赤道上的观察者要远得多。因此，对这些观察者来说，火卫一的凌日将覆盖更少的太阳盘面。由于火卫一的轨道离火星非常近，所以在北纬70.4度以北或南纬70.4度以南看不到它。在这样的纬度上，观察者显然也都看不到凌日。
机遇号火星漫游车分别于2004年3月7日、10日和12日拍摄了火卫一的凌日照片，在照片下方的说明中，第一行显示的是地球协调世界时，第二行显示的则为火星当地太阳时。
|                   |                   |
| 02:46:23 08:16:41 | 02:46:33 08:16:51 |

|                   |                   |                   |
| 07:36:28 11:04:23 | 07:36:38 11:04:32 | 07:36:48 11:04:42 |

|                   |                   |                   |                   |
| 13:40:47 15:42:35 | 13:40:57 15:42:44 | 13:41:07 15:42:54 | 13:41:17 15:43:04 |

下表中使用的是喷气推进实验室视界服务（页面存档备份，存于）生成的数据，与上述系列图片报告的时间存在一些细小差异。这可能是由于气推进实验室视界使用的星历数据不精确；此外，喷气推进实验室视界数据还给出了当地真太阳时(apparent solar time)，而上面报告的时间可能是某种类型的平太阳时(mean solar time)，（因此，其中的一些误差可能相当于火星上的均时差）。
| 持续时间 (地球协调世界时)                         | 持续时间 (火星本地时间) | 最小 角距离 | 火卫一 视直径 | 太阳 视直径 | 太阳 高度 |
| ------------------------------------------------- | ----------------------- | ----------- | ------------- | ----------- | --------- |
| 之前的一系列凌日发生在2003年4月下旬—2003年5月上旬 |                         |             |               |             |           |
| 2004年3月7日 (02:46:25 – 02:46:54)                | 08 18 32 – 08 19 00     | 671"        | 779.2"        | 1230.7"     | 34.6°     |
| 2004年3月8日 (01:39:58 – 01:40:31)                | 06 35 36 – 06 36 08     | 517"        | 665.0"        | 1229.8"     | 8.9°      |
| 2004年3月10日 (07:36:33 – 07:37:07)               | 11 06 16 – 11 06 49     | 114"        | 908.4"        | 1227.6"     | 76.3°     |
| 2004年3月11日 (14:47:15 – 14:47:53)               | 17 27 19 – 17 27 56     | 193"        | 669.4"        | 1226.3"     | 8.0°      |
| 2004年3月12日 (13:41:02 – 13:41:38)               | 15 44 38 – 15 45 13     | 64"         | 784.5"        | 1225.5"     | 33.7°     |
| 2004年3月13日 (12:30:00 – 12:30:28)               | 13 57 16 – 13 57 42     | 625"        | 880.4"        | 1224.6"     | 60.4°     |
| 下一次过境凌日将发生在2005年3月下旬               |                         |             |               |             |           |

## 阴影照片
从轨道上看，可看到火卫一的偏食阴影在火星表面快速移动，火星全球探勘者号多次拍摄到火星表面的这种阴影。

### 海盗1号
20世纪70年代，“海盗1号”着陆器和轨道器也拍摄到了阴影。着陆器探测到掠过它的火卫一偏食阴影，这只是检测到环境光的略微变暗，但“海盗1号”着陆器相机并没有拍摄到太阳图像。阴影花了约20秒的时间越过着陆器，以大约2公里/秒的速度移动。“海盗1号”轨道器同时也拍摄到该阴影，这使得能够在轨道器图片中定位着陆器的位置。

### 1999年8月26日的照片

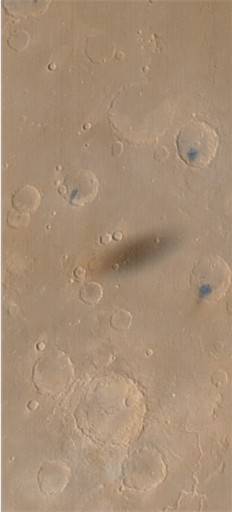
1999年8月26日，火星全球探勘者号观测到的火卫一投射在火星地貌上的半影，其中心在协调世界时4时33秒位于北纬10.9度、西经49.2度处。

随着1997年火星全球探勘者号及其高分辨率火星轨道相机的到来，拍摄到了更详细的阴影图像，其中一幅拍摄于1999年8月26日的照片，显示了高分辨率的阴影。该照片曾出现在1999年11月1日美国宇航局发布的新闻稿中。
通过查阅火星地图，我们可看到阴影的中心位置约为北纬10.9度、西经49.2度。
我们还可以在 M04-03241（红色）和 M04-03242（蓝色）中查找原始图像文件，它们是火星轨道器相机广角图像库的一部分，位于卢娜沼区，M04分段。“图像开始时间”为协调世界时03:26:13.01，“行集成时间”为80.48毫秒，“下行求和”系数为4。由于阴影的中心距原始10800像素高的图像底部6400像素（火星全球探勘者号环绕一条从南到北的太阳同步轨道），我们添加（6400×0.08048×4）=2060.3秒=34分20.3秒，得到世界时04:00:33.3的阴影中心。
阴影垂直高度为50像素，获取50个垂直像素的图像需要（50×0.08048×4）=16.1秒，这是阴影模糊的原因，因为像素宽度约为960米，且阴影移动迅速。出于同样的原因，阴影也被人为拉长；如果同时对整个阴影进行成像，它仍然会被拉长（太阳位于左侧约45度角），但更接近圆形。
将经度/纬度/高度坐标值-310.8,10.9,0 输入喷气推进实验室视界，我们可看到预测的凌日时间为协调世界时04:00:36，所测阴影中心的精确经度和纬度完全在误差范围内。这是大约火星当地太阳时14时41分，太阳高度为地平线以上46.5度。喷气推进实验室视界还显示，1999年8月26日，地球和火星之间的距离为9.6光分。

### 其它图像

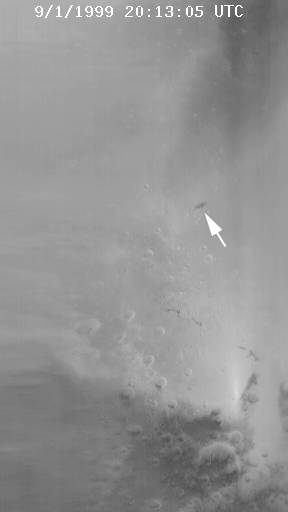
1999年9月1日火星全球探勘者号拍摄到火卫一在火星上投下的半影。世界协调时20时49分02秒阴影中心位于位于北纬14度、西经36度处。图像中标注的“20时13分05秒”表示拍摄开始时间。

还有数十张其他的阴影图像，但分辨率要低得多，1999年11月1日的美国宇航局新闻稿中发布了三张这样的照片。
美国宇航局新闻稿中打印在照片上的时间戳与阴影实际成像时间不符，而是代表垂直方向上更大原始图像的“图像开始时间”。火星全球探勘者号在太阳同步极地轨道上以117.65分钟的轨道周期围绕火星运行，从南极飞往北极，并持续将相机对准正下方。结果是拍摄了一种非常狭长的垂直条带状图像，其中图像顶部像素的成像时间将近比图像底部的像素晚一小时。原则上，图像分辨率可高达43200像素，但“下行求和”用于合并相邻行。例如，下行求和因子27会导致每27行合并为一行，从而产生仅1600像素分辨率的图像。因此，要确定火卫一阴影的实际成像时间，需要定位原始图像并测量从图像底部找到阴影的像素数，并将相应的偏移量添加到图像开始时间。
例如，我们检查了时间戳为1999年9月1日20:13:05（世界时）的图像，我们有原始图像M07-00166（红色）和M07-00167（蓝色），这是火星轨道器相机全球地图图像库M07分段的一部分，阴影大约位于北纬14度、西经236度处.。
在这种情况下，图像开始时间为协调世界时20:13:04.69，行集成时间为80.48毫秒，下行求和因子为27。阴影约8像素高，中心距1600像素高的原始图像底部993像素。我们加上（993×0.08048×27）=2157.75秒=35分57.75秒，得到阴影中心的时间为协调世界时20:49:02.4。
将经度/纬度/高度坐标值-124,14,0输入喷气推进室视界，得出凌日预测时间为20:49，再次得到一致。1999年9月1日，地球和火星之间的距离为9.9光分。

## 其它观测
2019年的火卫一凌日被检测为洞察号着陆器太阳能电池板电流数据出现短暂下降。当时数据仅以30秒的间隔获取，因此，此事件仅记录为下降数个到数十个百分点的单样本事件。
在2020年春季的凌日期间，洞察号上所有仪器均以全采样率进行了记录，并观测到超灵敏地震仪发生略微倾斜，以及太阳辐射下降，表面温度下降了2k。地震仪的倾斜是由温度下降引起的地面收缩所导致；除阴影外，地震仪周围的热屏蔽无处不在。

## 另请查看
- 火星天文学
- 火星卫星任务列表
- 火星日食
- 火卫二凌日
- 地球过境火星
- 水星过境火星

## 延伸阅读
- J. Bell, M. Lemmon, M. Wolff, Transits of Mars I and II, IAU Circ., 8298, 2 (2004).  （页面存档备份，存于） (TeX DVI file is at ).